# Tapinellaceae
The Tapinellaceae là một họ nấm trong bộ Agaricales.

## Hình ảnh

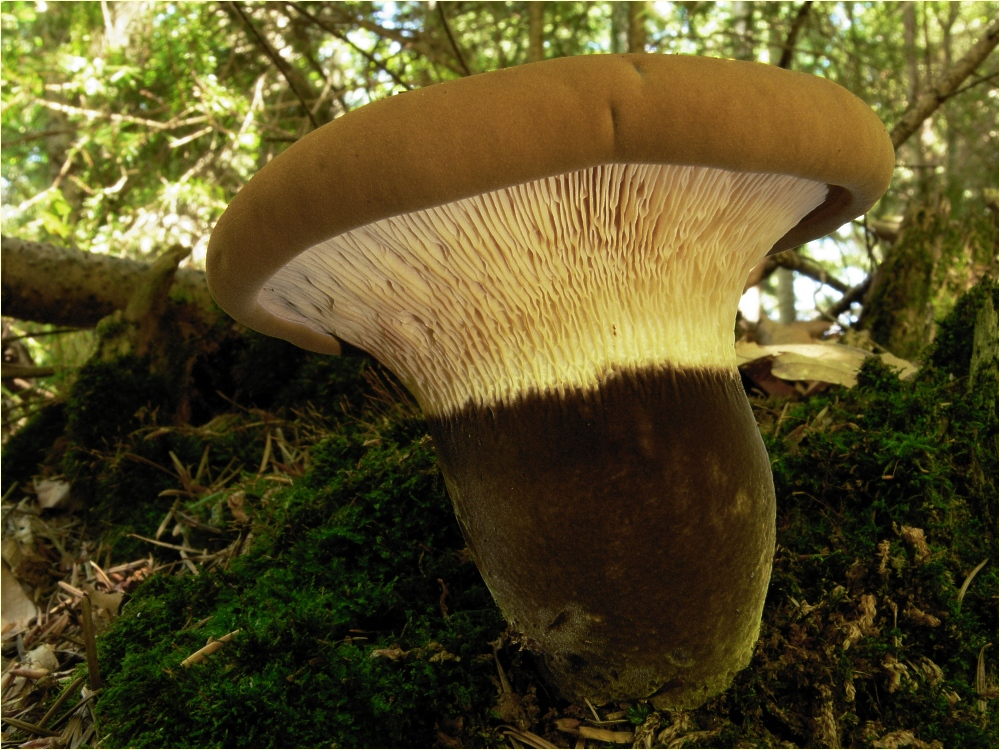
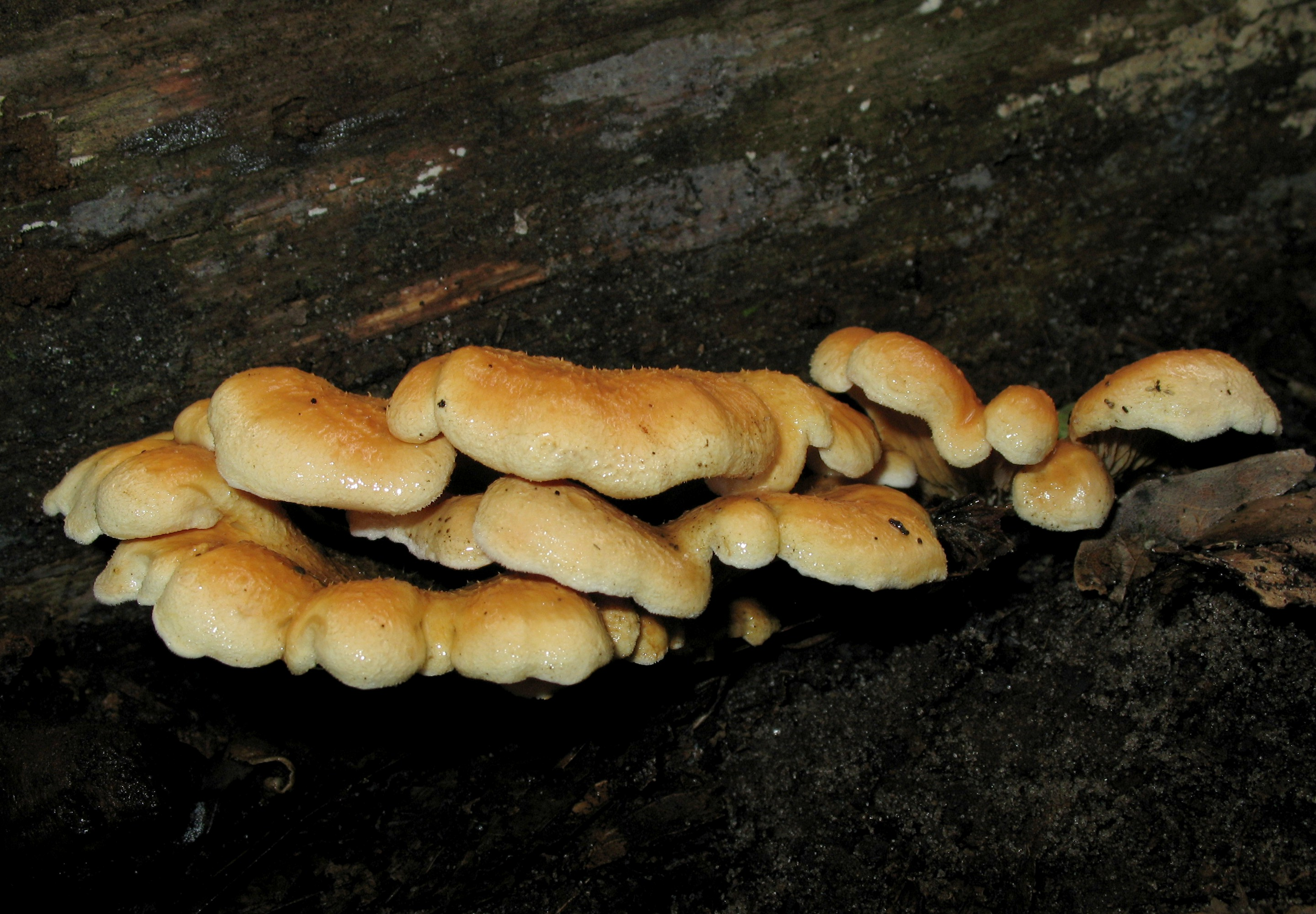